# Jet Lag (banda)
Jet Lag es un grupo musical español de la ciudad de Madrid, que se caracteriza por tocar pop rock y power pop.

## Biografía
Jet Lag nace en 1998 de la mano de Juan Santaner y Pablo García, ex-componentes de Vancouvers y Bacon, respectivamente, junto a otros miembros que ya habían desarrollado sus respectivas carreras en diversas bandas de pop/rock nacional. El grupo se inspira en el sonido americano de bandas como Wilco. Tras la publicación del tercer álbum, Pablo García abandona el conjunto, el cual, tras sopesar la posibilidad de separarse, decide continuar el proyecto.

## Discografía
Álbumes
- Amplifier (Bitersweet, 2000)
- Beautiful Scars (Bitersweet, 2002)
- Jet Lag (Bittersweet, 2005)
- Forever (Bittersweet, 2007)

EP
- Don't forget the clock (Bittersweet, 2002)
- 3 Singles EP (Bittersweet, 2003) :)